# Haruna Kojima
Haruna Kojima (小嶋 陽菜 Kojima Haruna?,  Urawa-ku, Saitama, 19 de abril de 1988) es una empresaria, actriz, modelo y ex cantante japonesa. De 2005 hasta 2017, fue miembro del grupo idol AKB48, en el Team A. En 2018, fundó su propia marca, "Her lip to".

## Carrera

### Primeros años
Kojima nació el 19 de abril de 1988 en el distrito de Urawa, Saitama. Comenzó su carrera musical en 1998 como integrante de Angel Eyes, un grupo idol de la compañía Stardust Promotion que se separó tres años después, en 2001. Tras abandonar Stardust Promotion se afilió a la agencia Ogi Production, con la cual permaneció durante casi toda su carrera. 
En julio de 2005, Kojima participó en la primera audición de AKB48 y calificó junto con otras 23 participantes. Kojima intentó saltarse su primera participación en baile debido a que su trabajo de medio turno no se lo permitía, pero eventualmente participó como respuesta a la persuasión de Tomonobu Togasaki, mánager del teatro de AKB48.

### Carrera
El grupo hizo su debut en diciembre del mismo año, y Kojima fue asignada como una de las 20 integrantes del Team A; el número después bajo a 16 pero Haruna aseguró su permanencia en el Team.  Al poco tiempo, hizo varias apariciones en televisión con el grupo y es la única integrante que participa en el A-sides de todos los sencillos del grupo (excepto Eien Pressure) , haciéndola una de las figuras más visibles del grupo. Apareció por primera vez en el Kohaku Uta Gassen, un festival musical anual transmitido en Japón en vísperas de año nuevo con alta popularidad donde los más exitosos artistas musicales son invitados, junto con otras integrantes del grupo AKB48 como Tomomi Itano, Ayaka Umeda y Rina Nakanishi el 31 de diciembre de 2007.
Kojima debutó como actriz en 2007 y ha aparecido en un gran número de dramas y películas desde entonces. Su primer papel protagónico fue en el drama Coin Locker Monogatari, la cual se filmó y salió al aire a principios de 2008. Adicionalmente, hizo su aparición en la película de terror Densen Uta, junto con otros miembros de AKB48. El grupo también hizo una breve aparición al comienzo de la película en una presentación en vivo. Fue transferida del Team A para convertirse en miembro del Team B durante la reorganización de equipos en el Tokyo Dome Concert celebrado el 24 de agosto de 2012. El 18 de septiembre de 2013, AKB48 anunció que Kojima sería el centro del 33er sencillo del grupo, "Heart Electric". En 2015, junto con Yuki Kashiwagi fueron elegidas como las intérpretes centrales en el sencillo "Green Flash" de AKB48.
En las elecciones generales de AKB48 para 2016, bajo el nombre Nyan Nyan Kamen Kojima finalizó 16º con 40.071 votos. Durante el evento de resultados del 18 de junio de 2016, anunció que se iría del grupo. Dijo que había pensado en hacerlo dos años antes, pero que el no era momento el adecuado, especialmente teniendo en cuenta el incidente del apretón de manos en 2014. Al tener 28 años, ella pensó que ya era el momento de convertirse en una mujer adulta. En 2017, fue anunciada como la intérprete central del 47.º sencillo de AKB48 "Shoot Sign", lanzado en marzo de 2017. Marcó su primera actuación en el centro desde "Green Flash" dos años antes, y su tercer desempeño como centro general en un sencillo de AKB48. Después de su concierto de graduación Kojimatsuri ~Kojima Haruna Kanshasai~ del 21 al 22 de febrero de 2017, actuó en el teatro de AKB48 por última vez, en su cumpleaños, el 19 de abril de 2017.

## Vida personal
Kojima abandonó sus estudios secundarios a la edad de dieciséis años debido a una regulación de su escuela que no permitía a los estudiantes trabajar en la industria del entretenimiento. Sin embargo, más adelante se inscribió en otra escuela y logró graduarse. Le gusta el fútbol y su equipo favorito es el Urawa Red Diamonds, de su ciudad natal en Saitama, a parte de la lucha libre profesional. También colecciona productos de My Melody desde de sus años en la escuela primaria. Su madre la nombró así porque nació en primavera. Sus influencias musicales son Namie Amuro, AAA, Checkicco, EARTH, Morning Musume, siendo gran fan de Sayumi Michishige y también de Nozomi Tsuji.

## Discografía
Véase: Discografía de AKB48

## Filmografía

### Películas
| Año  | Título en inglés | Título en japonés | Personaje        |
| ---- | ---------------- | ----------------- | ---------------- |
| 2007 | Densen Uta       | 伝染歌            | Kiriko (キリコ?) |

### Dramas
| Año  | Título en inglés             | Título en japonés    | Personaje                                     |
| ---- | ---------------------------- | -------------------- | --------------------------------------------- |
| 2006 | Densha Otoko Deluxe          | 電車男デラックス     | Haruna Kojima                                 |
| 2007 | Joshi Deka!                  | ジョシデカ！         | arcade girl                                   |
| 2007 | Yamada Tarō Monogatari       | 山田太郎ものがたり   | Kotone Usui (臼井琴音?)                       |
| 2007 | Mou Hitotsu no Zou no Senaka | もうひとつの象の背中 | Nami (奈美?)<ref>Mou Hitotsu no Zou no Senaka |
| 2008 | Coin Locker Monogatari       | コインロッカー物語   | Miki Hayama (葉山未来?)                       |
| 2008 | Muri na Renai                | 無理な恋愛           | Asako Ogawa (小川朝子?)                       |
| 2008 | Gokusen 3                    | ごくせん3            | Saki Fujimura (藤村早希?)                     |
| 2008 | Yasuko to Kenji              | ヤスコとケンジ       | Shingyoji Hiyoko                              |
| 2008 | Mendol                       | メン☆ドル            | Wakamatsu Asahi                               |
| 2009 | Mei-chan no Shitsuji         | メイちゃんの執事     | Takenomiya Nao                                |
| 2010 | Majisuka Gakuen              | マジすか学園         | Torigoya (トリゴヤ?)                          |
| 2011 | Ikemen desu ne               | 美男ですね           | Nana                                          |